# Corserey
Corserey är en ort i kommunen Prez i kantonen Fribourg, Schweiz. Orten var före den 1 januari 2020 en egen kommun, men slogs då samman med kommunerna Noréaz och Prez-vers-Noréaz till den nya kommunen Prez.